# Kaufman & Broad
Kaufman & Broad ist ein börsennotierter französischer Immobilienentwickler. Das Unternehmen besteht seit 1968 und war ursprünglich eine Tochter des, bereits 1957 gegründeten, US-amerikanischen Bauunternehmens Kaufman & Broad (heute: KB Home). Kaufman & Broad war eine Tochter von KB Home, bis es 2007 von der Private-Equity-Gesellschaft PAI partners übernommen wurde. Kaufman et Broad baut und entwickelt Wohnhäuser und Gewerbeimmobilien in ganz Frankreich, hauptsächlich jedoch innerhalb der Île-de-France.